# Lubaczów
Lubaczów (ukr. Любачів, czyt. Lubacziw, jid. ‏ליבעטשויוו‎) – miasto w południowo-wschodniej Polsce, w województwie podkarpackim, siedziba powiatu lubaczowskiego.
Miasto stanowi centrum życia społeczno-gospodarczego i kulturalnego regionu oraz siedzibę samodzielnej gminy miejskiej. Mieszczą się w nim również siedziby władz gminy wiejskiej, w której skład wchodzą 23 sołectwa, powiatu, a także rzymskokatolickiego dekanatu diecezji zamojsko-lubaczowskiej.
Według danych GUS z 31 grudnia 2024 roku Lubaczów liczył 11 235 mieszkańców.
Miasto królewskie lokowane w 1376 roku położone było w XVI wieku w województwie bełskim.

## Położenie
Lubaczów znajduje się we wschodniej części województwa podkarpackiego, w środkowej części powiatu lubaczowskiego. Miasto leży na Płaskowyżu Tarnogrodzkim, u ujścia rzeki Sołotwy do Lubaczówki, blisko polskiej granicy z Ukrainą. Leży w historycznej ziemi bełskiej.
W latach 1975–1998 miasto administracyjnie należało do województwa przemyskiego.
Lubaczów sąsiaduje z gminami miejsko-wiejskimi Oleszyce i Cieszanów oraz gminą wiejską Lubaczów.

## Środowisko naturalne
Według danych z roku 2006 Lubaczów miał obszar 25,7 km², w tym:
- użytki rolne: 72%
- użytki leśne: 11%

Miasto stanowi 1,97% powierzchni powiatu.

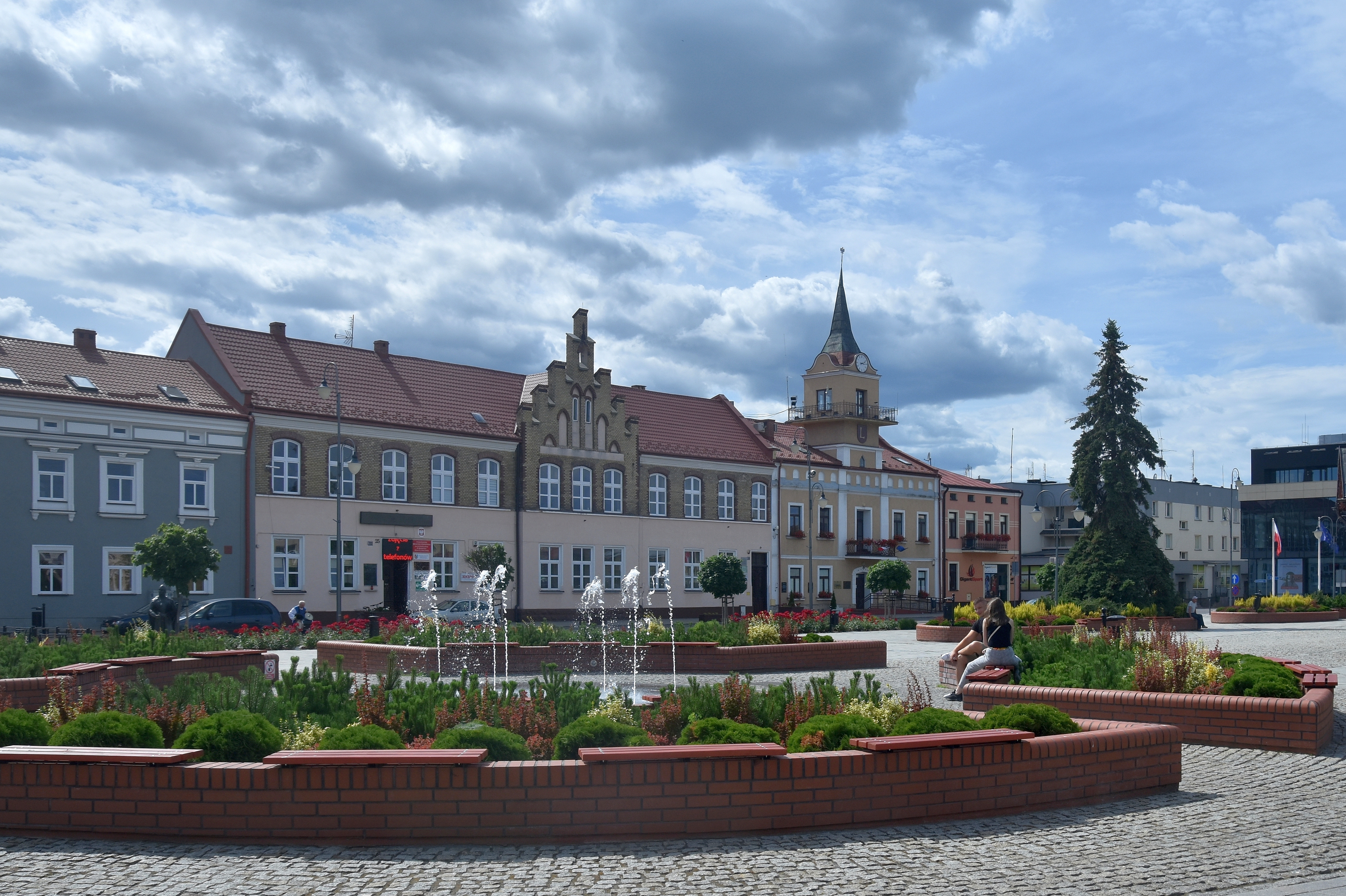
Rynek, w głębi ratusz
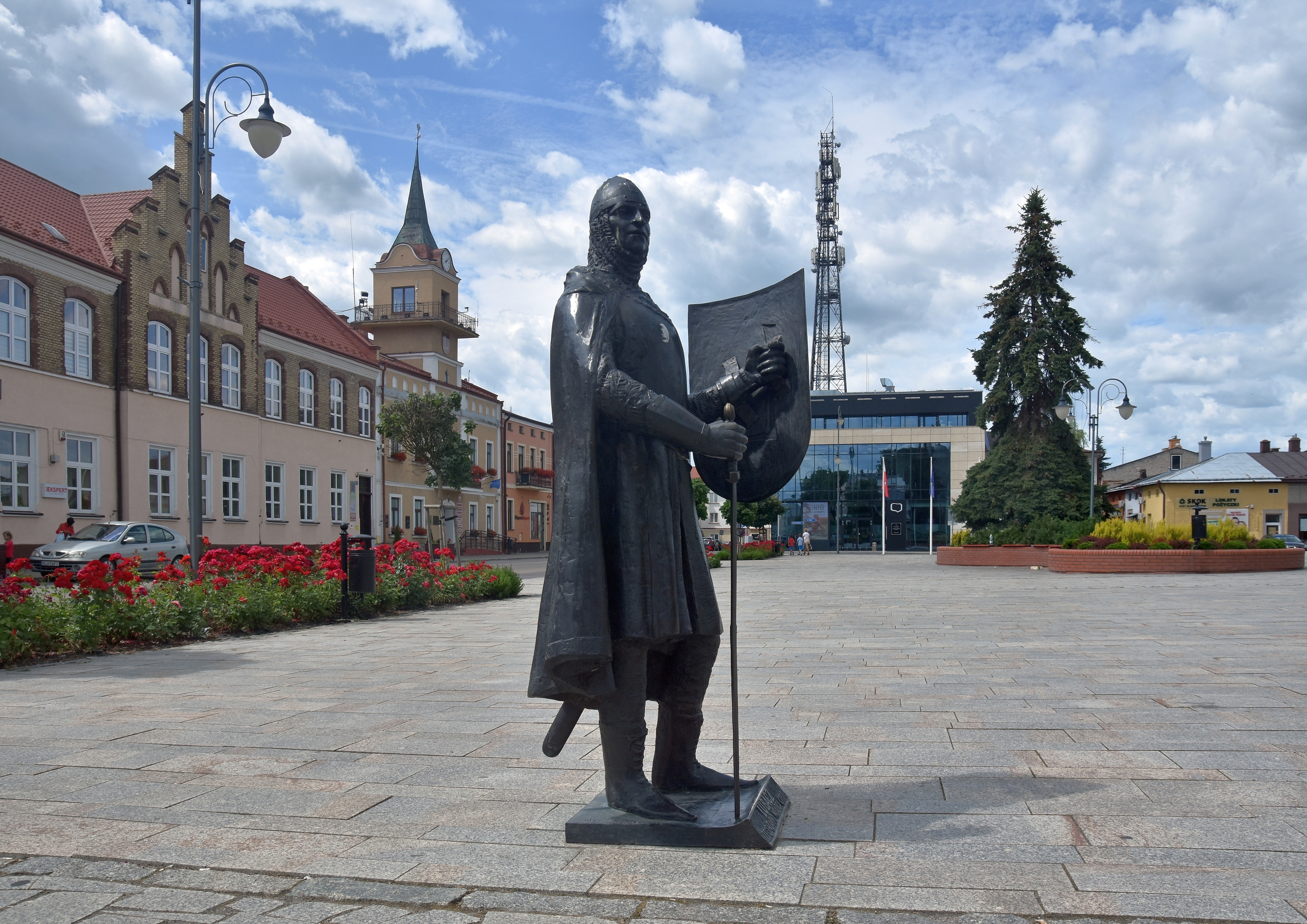
Pomnik Lubacza
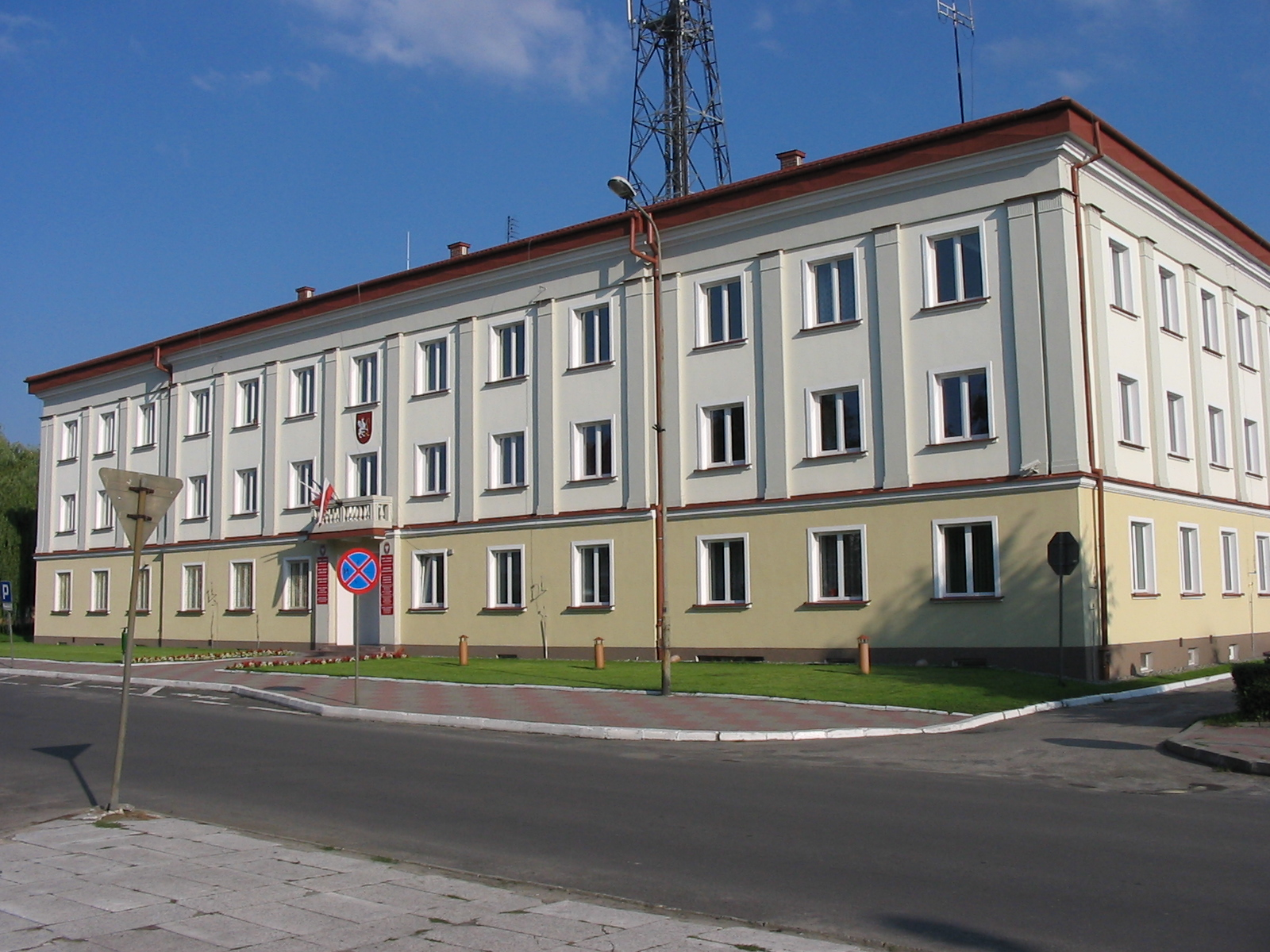
Siedziba Starostwa Powiatowego
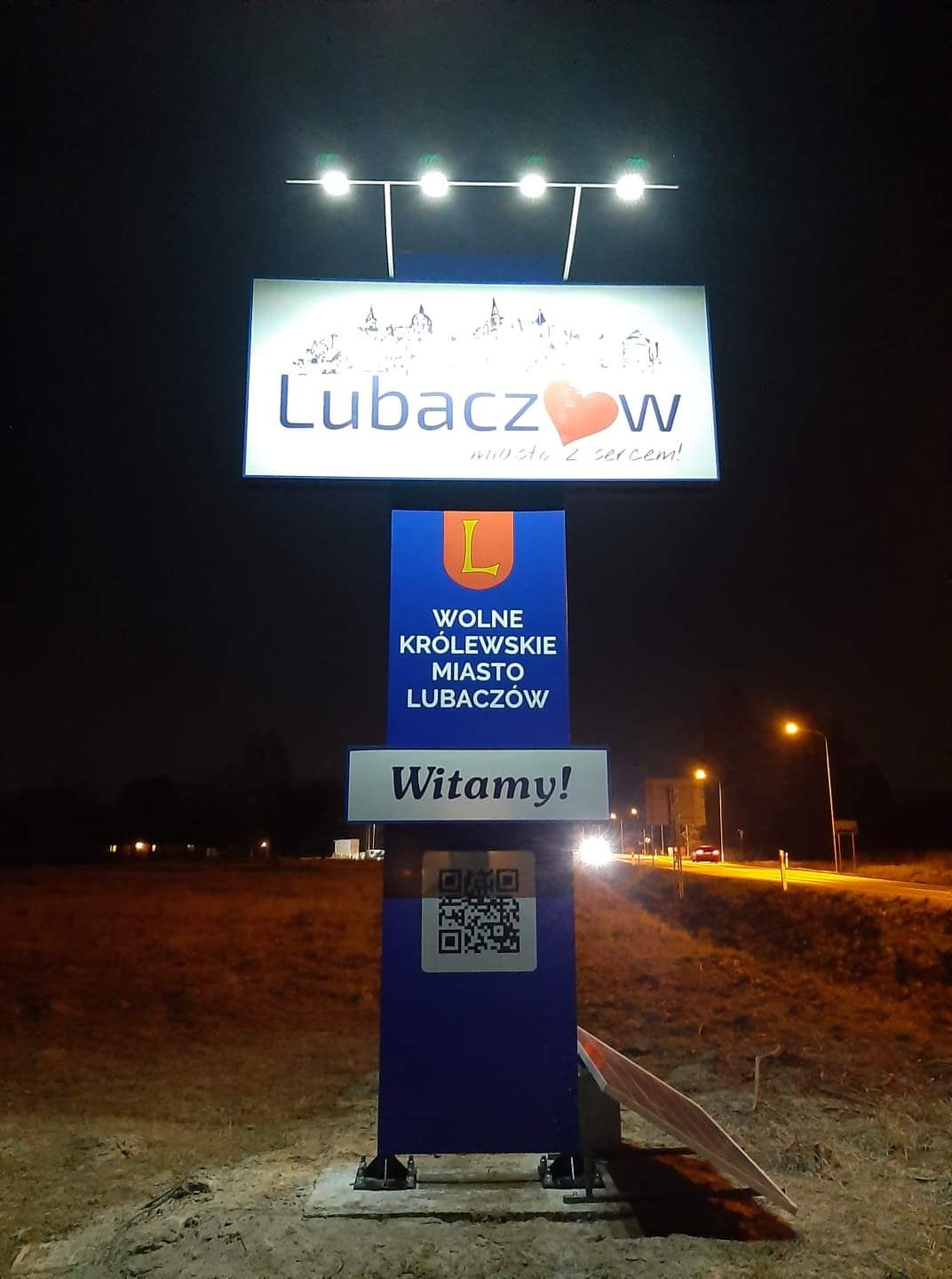
Witacz przy wjeździe do miasta

## Demografia
Według danych z 31 grudnia 2021 miasto liczyło 11 670 mieszkańców. Dane z 31 grudnia 2021:
| Opis                              | Ogółem | Ogółem | Kobiety | Kobiety | Mężczyźni | Mężczyźni |
| --------------------------------- | ------ | ------ | ------- | ------- | --------- | --------- |
| Jednostka                         | osób   | %      | osób    | %       | osób      | %         |
| Populacja                         | 11671  | 100    | 6111    | 52,4    | 5559      | 47,6      |
| Gęstość zaludnienia [mieszk./km²] | 454,2  | 454,2  | 237,8   | 237,8   | 216,4     | 216,4     |

- Piramida wieku mieszkańców Lubaczowa w 2014 roku[7]

## Historia
Pierwsza wzmianka o Lubaczowie pochodzi z 1214 roku. Wówczas na mocy traktatu spiskiego zawartego pomiędzy Leszkiem Białym, księciem krakowskim i sandomierskim, a królem węgierskim Andrzejem, gród otrzymał wojewoda Pakosław Lasocic. Początkowo istniał pod nazwą Lubacew (Ljubacew). Król Kazimierz Wielki pomiędzy latami 1340-1360 zbudował w Lubaczowie zamek obronny, o czym napisał Janko z Czarnkowa w Kronice Katedralnej Krakowskiej. Od 1376 roku utrwala się forma Lubaczów. Prawa miejskie uzyskał w 1376 roku. Po śmierci ostatniego księcia rawsko-mazowieckiego, miasto przeszło w 1462 roku pod zarząd królewski. Starostwu lubaczowskiemu liczne przywileje nadał w 1523 roku król Zygmunt Stary. Marcin Broniowski, burgrabia krakowski i dworzanin królewski, nagrodzony został przez Jana Olbrachta starostwem w Lubaczowie i wójtostwami. Potwierdzone zostały one przez Zygmunta Starego. Utorowały one drogę do dworu królewskiego następnym z rodu. 1498 rok to pierwsza znana data pojawienia się Żydów w Lubaczowie. W XV i XVI w. był siedzibą sądu grodzkiego.
Podczas wyprawy Sobieskiego na czambuły tatarskie w ramach wojny polsko-tureckiej 1672–1676, w czasie działań operacyjnych bitwy pod Niemirowem miały miejsce tu potyczki (7–8 października 1672).
Od 1772 miasto znajdowało się pod zaborem austriackim aż do 1918 roku. W 1817 r. dobra starościńskie sprzedano, a w 1868 władze austriackie przeniosły urzędy do Cieszanowa. Po I wojnie światowej miasto ponownie uzyskało rangę powiatu.
Podczas obrony Galicji Wschodniej przed Ukraińcami w grudniu 1918 roku toczyły się tu walki, w których brała udział m.in. kompania lubaczowska WP pod dowództwem kpt. Stanisława Dąbka. Ks. mjr Stanisław Sinkowski szedł wtedy w tyralierze z atakującymi żołnierzami, opatrywał i wynosił rannych, pomagał strzelającym, wygłaszał przemówienia, zagrzewając żołnierzy do walki, oraz służył jako kapłan.
Podhalańska 21 Dywizja Piechoty Górskiej ze swoim dowódcą gen. bryg. Józefem Kustroniem znalazła się na Ziemi Lubaczowskiej 14 września 1939 roku i miała za sobą 13 dni bojów i przemarszów. W Lubaczowskiem walczyło ok. 3500-4000 żołnierzy WP, mających na wyposażeniu 47 ciężkich karabinów maszynowych, 19 działek przeciwpancernych, 13 dział, 3 czołgi „Vickers”. 21 DPG w Lubaczowskiem przeorganizowała się i stoczyła tu ciężkie walki z Niemcami. 16 września 1939 dywizja, usiłując przebić się, stoczyła zaciekłą walkę pod Oleszycami z przeważającą niemiecką 45. Dywizją Piechoty. Około godz. 14 w lesie, między Koziejówką a Ułazowem, generał Kustroń został zabity, uczestnicząc w ataku podczas próby przebicia. Po pokonaniu wojsk polskich do Lubaczowa wkroczyły wojska niemieckie, ale 26 września ustąpiły miejsca wojskom sowieckim na mocy paktu Ribbentrop-Mołotow. W latach 1940–1941 i 1944 siedziba rejonu lubaczowskiego. Ponowna okupacja niemiecka rozpoczęła się z wybuchem wojny niemiecko-sowieckiej 22 czerwca 1941.
W latach 1941–1943 Niemcy i wspierająca ich Ukraińska Policja Pomocnicza zgładzili tutaj ok. 1500 Żydów z miasta i okolic. Z kolei w latach 1941–1947 nacjonaliści ukraińscy z OUN-UPA zamordowali w mieście lub w jego pobliżu 53 Polaków. Koniec okupacji niemieckiej nastąpił w Lubaczowie 22 lipca 1944, kiedy to miasto zostało zdobyte przez wojska sowieckie.
Po wojnie siedziba gminy Lisie Jamy. W 1945 do Lubaczowa tymczasowo przeniesiono stolicę arcybiskupów lwowskich, w związku z czym kościół parafialny został mianowany kościołem prokatedralnym. Obszar pozostały po Archidiecezji Lwowskiej w granicach Polski został mianowany „Archidiecezją w Lubaczowie” (jedynie na taką nazwę wyraziły zgodę komunistyczne władze, nazwa nie mogła przypominać o polskości Lwowa). Czasowo przewieziono tu pamiątki narodowe z kościołów na Wschodzie, wśród nich cudowny obraz Matki Bożej z Bełza (1951–1974) obecnie w Tarnoszynie, relikwie patrona konkatedry bł. Jakuba Strzemię (20 października 1966), urnę z sercem abpa Józefa Bilczewskiego. Przez lata 1946–1980 w prokatedrze znajdował się oryginał (obecnie koronowana kopia) cudownego obrazu Matki Bożej Łaskawej przeniesiony przez ówczesnego metropolitę lwowskiego abpa Eugeniusza Baziaka z katedry lwowskiej, ten sam, przed którym król Polski Jan Kazimierz w 1656 roku po potopie szwedzkim składał śluby zawierzenia Polski Bogarodzicy. 25 marca 1992 roku w miejsce Archidiecezji w Lubaczowie została erygowana diecezja zamojsko-lubaczowska, na podstawie bulli papieża Jana Pawła II Totus Tuus Poloniae Populus i włączona do metropolii przemyskiej obrządku łacińskiego.
7 listopada 1953 roku został odsłonięty przy ul. Mickiewicza Pomnik Wdzięczności upamiętniający żołnierzy radzieckich, poległych przy oswobadzaniu miasta. 12 września 1961 roku przy ul. Kościuszki odsłonięto kolejny pomnik – Pomnik Bohaterów – upamiętniający żołnierzy WP, partyzantów oraz funkcjonariuszy MO i UBP poległych w latach 1939–1948. Na cmentarzu w Lubaczowie znajdują się mogiły ok. 60 polskich żołnierzy i milicjantów, poległych w walkach z UPA.

## Architektura
Zasadnicza, a zarazem najstarsza historycznie ukształtowana część miasta, tworząca małe śródmieście, zlokalizowana jest na wysoczyźnie pomiędzy Sołotwą a Lubaczówką. Niespełna 0,5 km na południowy wschód od tego centrum, po lewej stronie Lubaczówki, wznosi się wzgórze dawnego grodu, nazywane zamkiem. Dookoła śródmieścia umiejscowione są zespoły zabudowy o charakterze podmiejskim. Na zachodnim krańcu miasta leży Zaprzekop, a na południowym wschodzie, po lewej stronie Lubaczówki, rozciąga się Ostrowiec, będący niegdyś oddzielną wsią, a na zachodzie przysiółek Mazury. W tej części miasta znajdują się park miejski z pozostałościami zamku oraz muzeum.

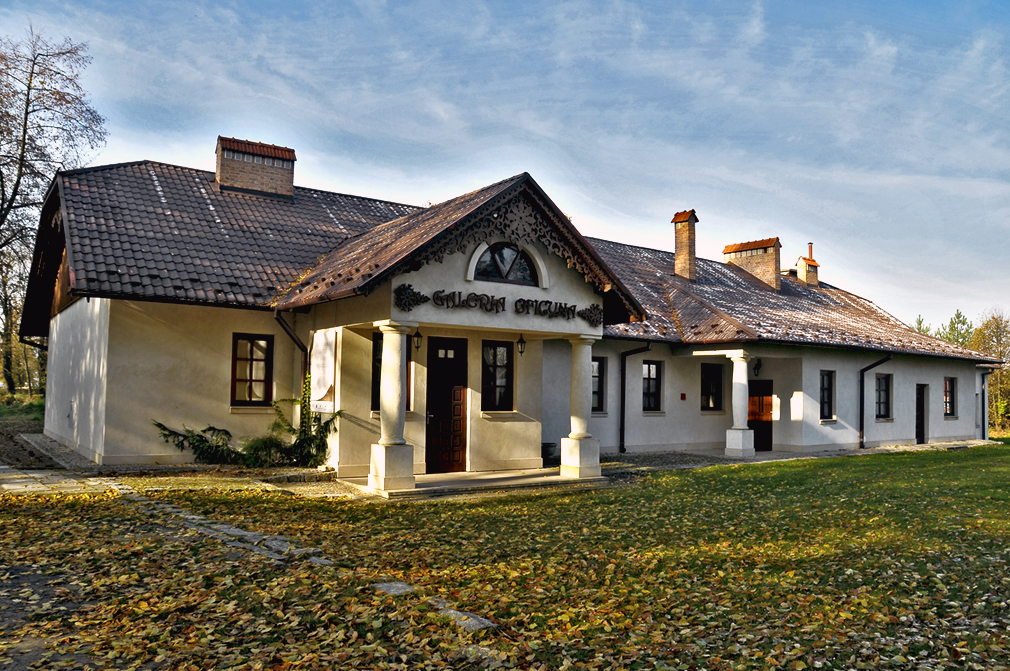
Galeria Oficyna należąca do zespołu parkowo-zamkowego przy Muzeum Kresów
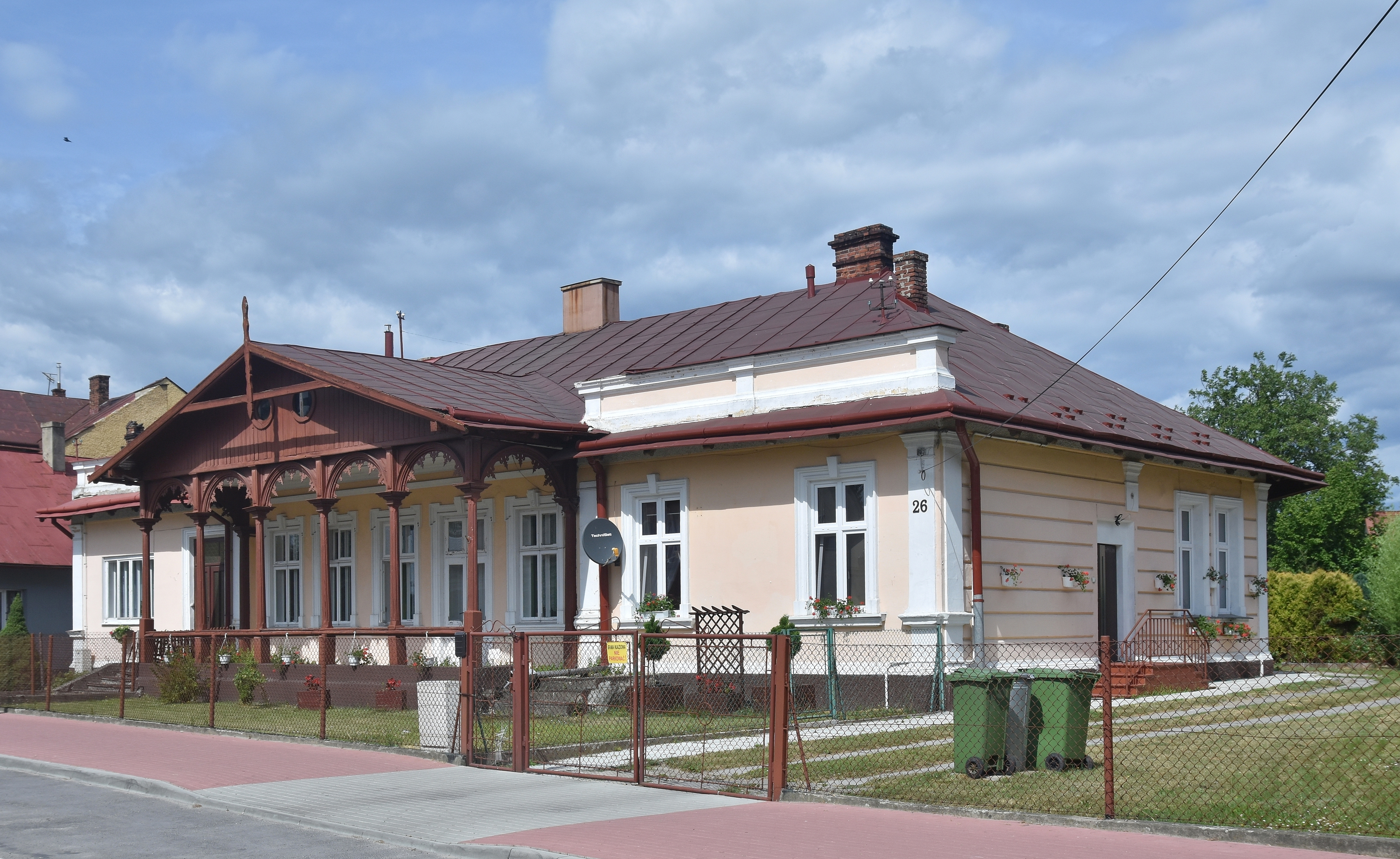
Dawna apteka
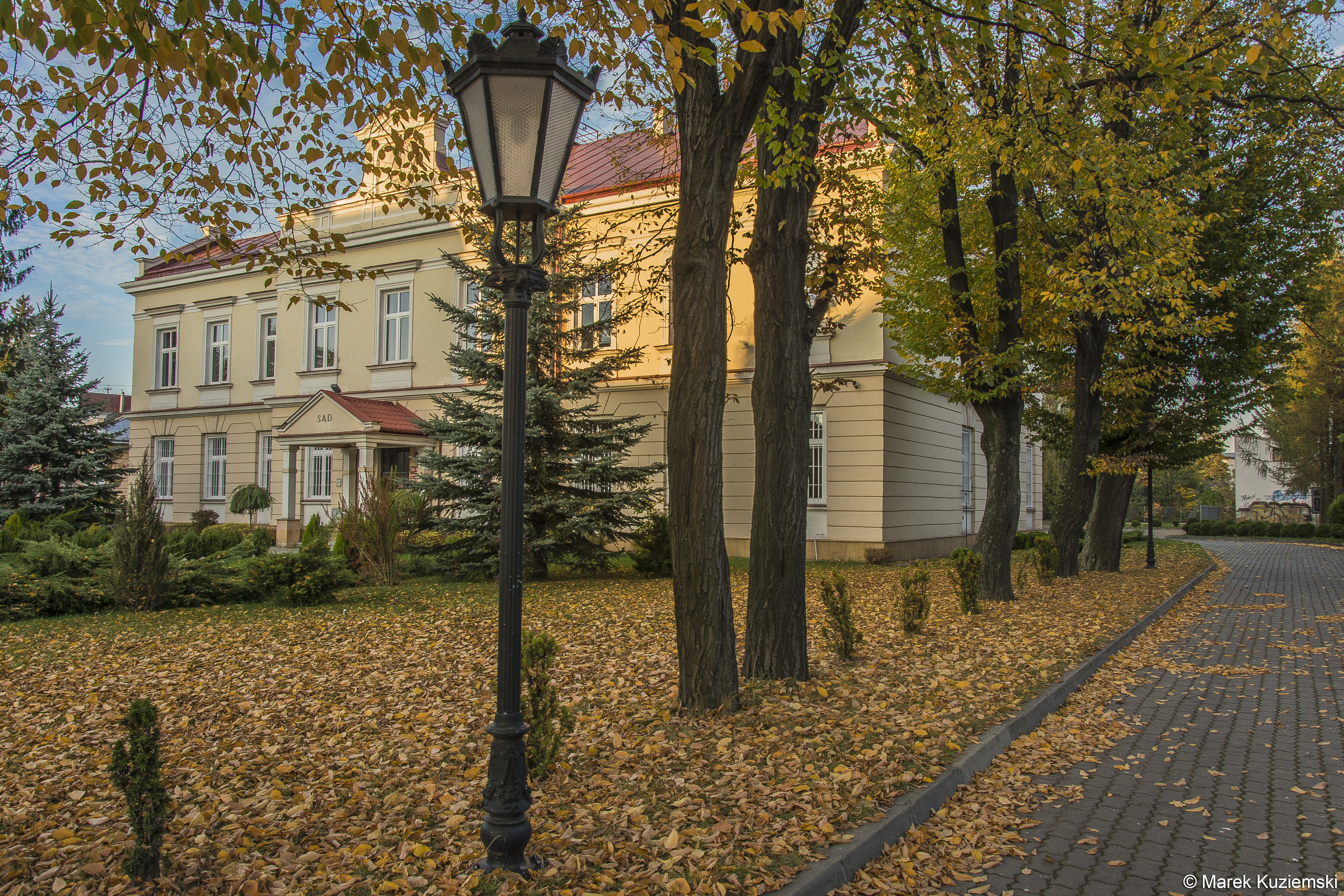
Sąd Rejonowy

## Zabytki
Lista zabytków znajdujących się w Lubaczowie:
- cerkiew św. Mikołaja,
- Ratusz,
- dworzec kolejowy z 1880, z zabytkową wodociągową wieżą ciśnień,
- cmentarz żydowski,
- cmentarz komunalny z 2. poł. XIX w.,
- wzgórze zamkowe z zabudową dworską w tym: pozostałości zamku i fortyfikacji z XVI–XVII w., spichrz z początku XIX w. (obecnie muzeum), park założony po 1915 roku,
- budynek handlowy przy ul. Kościuszki 75, z przełomu XIX/XX,
- dom przy ul. Kościuszki 78, wybudowany w latach 1932–1934,
- dom przy ul. Mickiewicza 26 z 1900 roku,
- rogatka przy ul. Handlowej z 1929 roku,

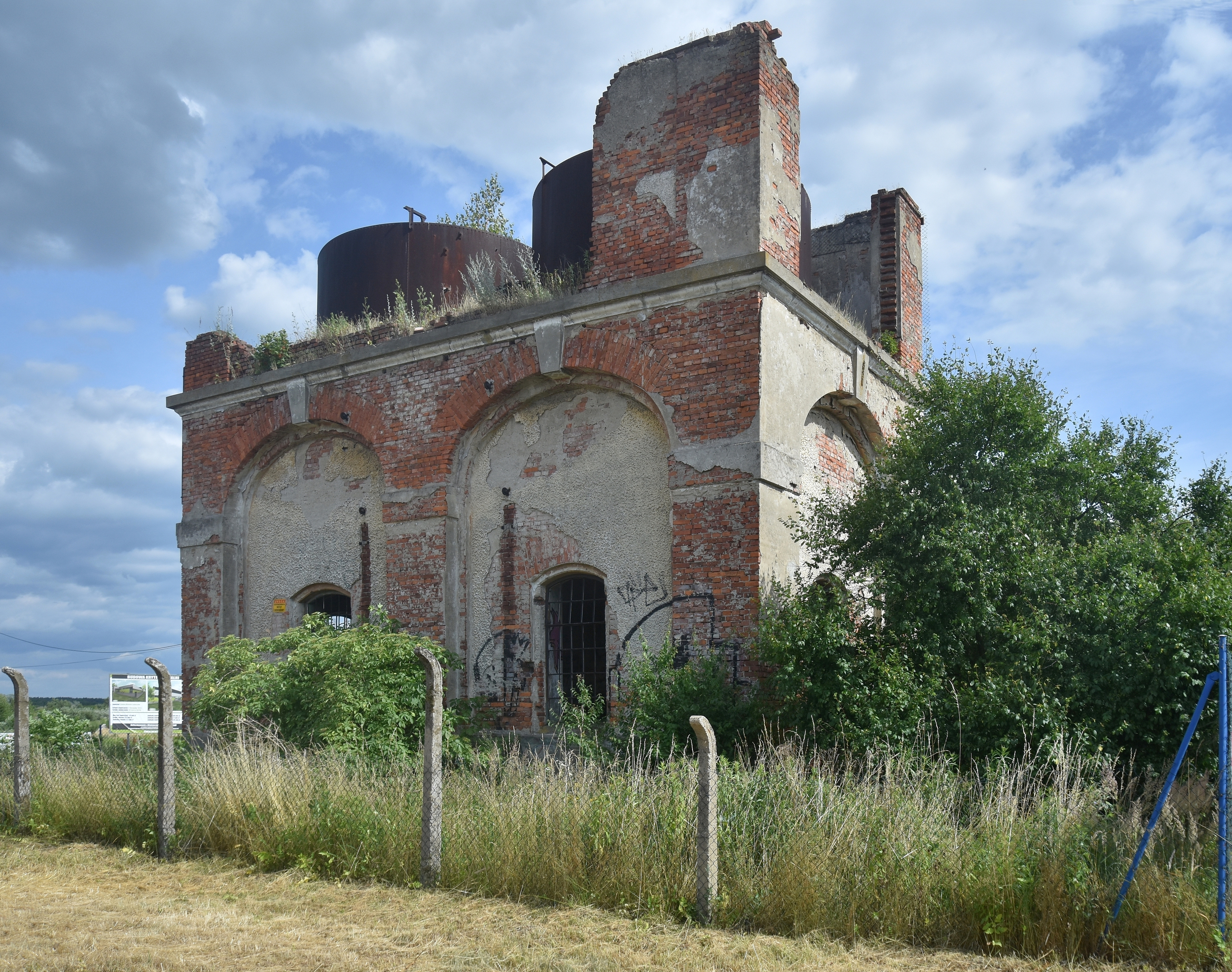
Wieża ciśnień
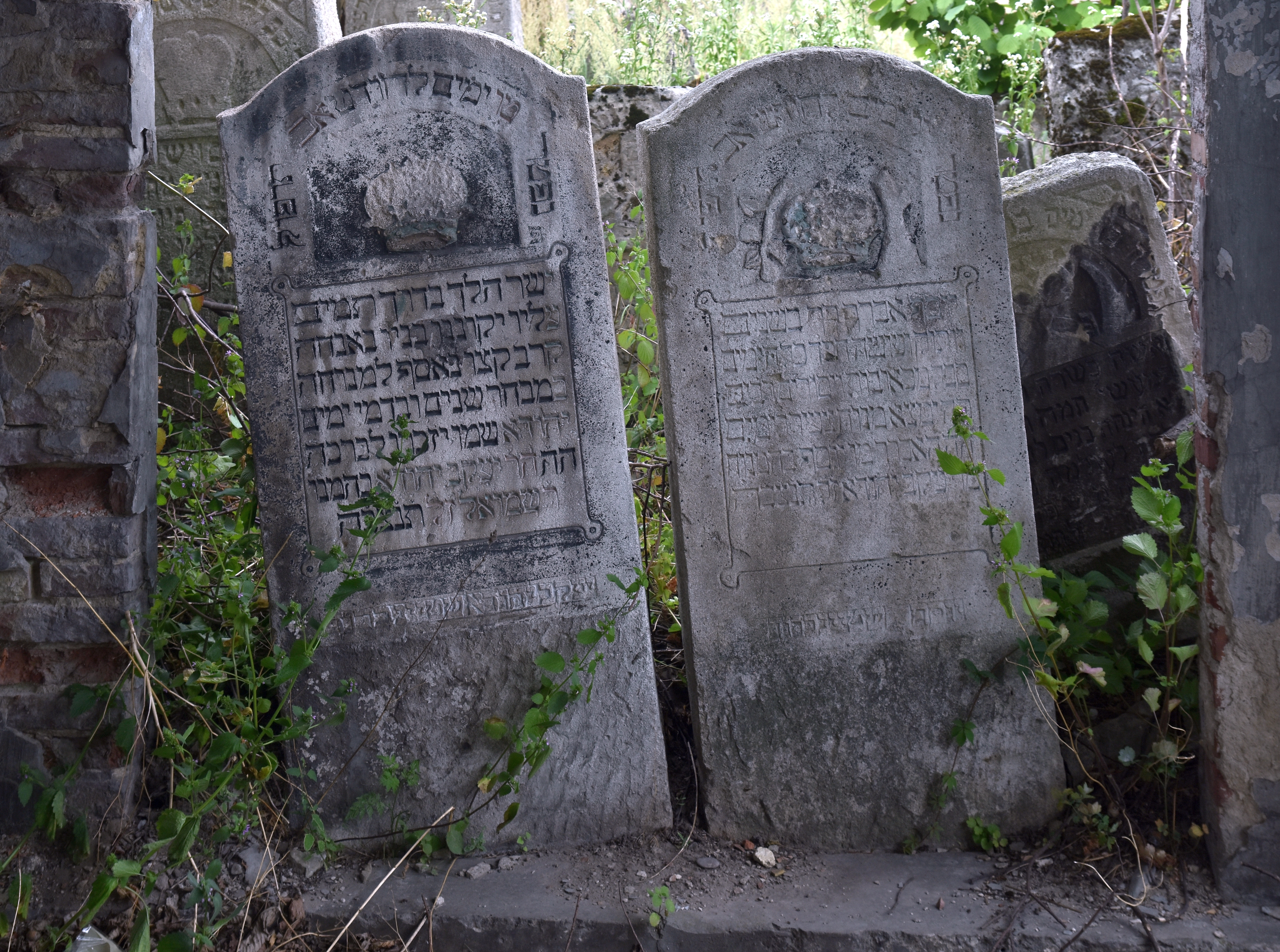
Cmentarz żydowski
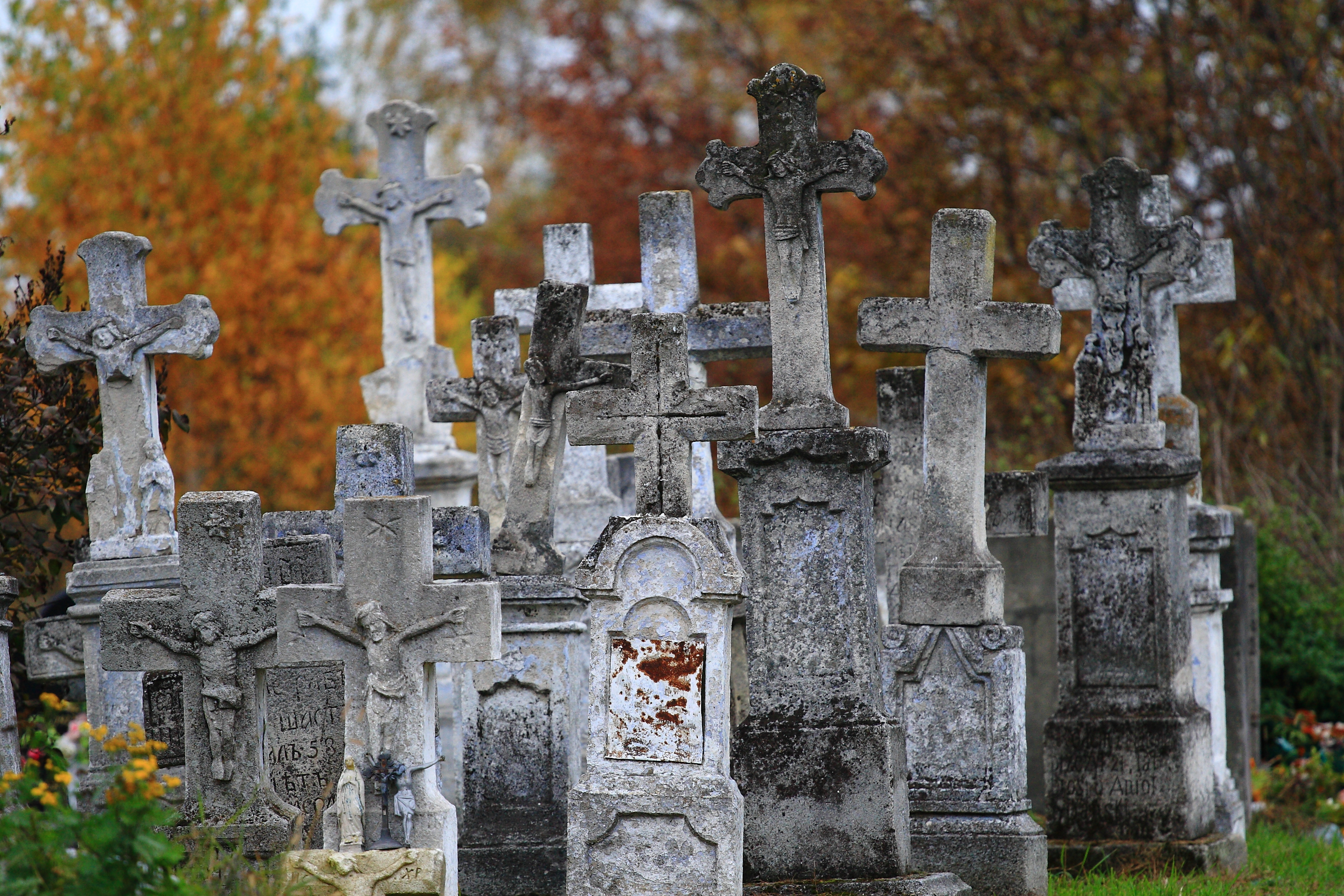
Lapidarium na Cmentarzu Komunalnym przy ul. Kościuszki

## Oświata
- Miejskie Przedszkole nr 1 „Kraina Uśmiechu”
- Miejskie Przedszkole nr 2 „Tęczowe Przedszkole”
- Miejskie Przedszkole nr 3 „Wesoła Trójeczka”
- Niepubliczne Przedszkole „Magiczny Zakątek”
- Niepubliczne Przedszkole i Żłobek "Ekomaluchy"[20]
- Szkoła Podstawowa nr 1 im. gen. Stanisława Dąbka
- Szkoła Podstawowa nr 2 im. Obrońców Lubaczowa
- Państwowa Szkoła Muzyczna I st. im. Krzysztofa Komedy
- Liceum Ogólnokształcące im. Tadeusza Kościuszki
- Zespół Szkół im. gen. Józefa Kustronia (obejmuje Liceum Ogólnokształcące z przygotowaniem wojskowym, technika: budowlane, ekonomiczne, geodezyjne, logistyczne, mechaniczne i informatyczne oraz Szkołę Branżową I Stopnia[21])
- Zespół Placówek im. Jana Pawła II (obejmuje Młodzieżowy Ośrodek Wychowawczy oraz Specjalny Ośrodek Szkolno-Wychowawczy, w którym znajdują się m.in. Szkoła Podstawowa nr 3 i Szkoła Przysposabiająca Do Pracy[22])
- Ośrodek Kształcenia dla Dorosłych
- Ośrodek Kształcenia Zawodowego
- PROMAR Szkoła Językowa – Ośrodek Lubaczów
- Szkoła Językowa Oliwer
- Szkoła Językowa Lingua

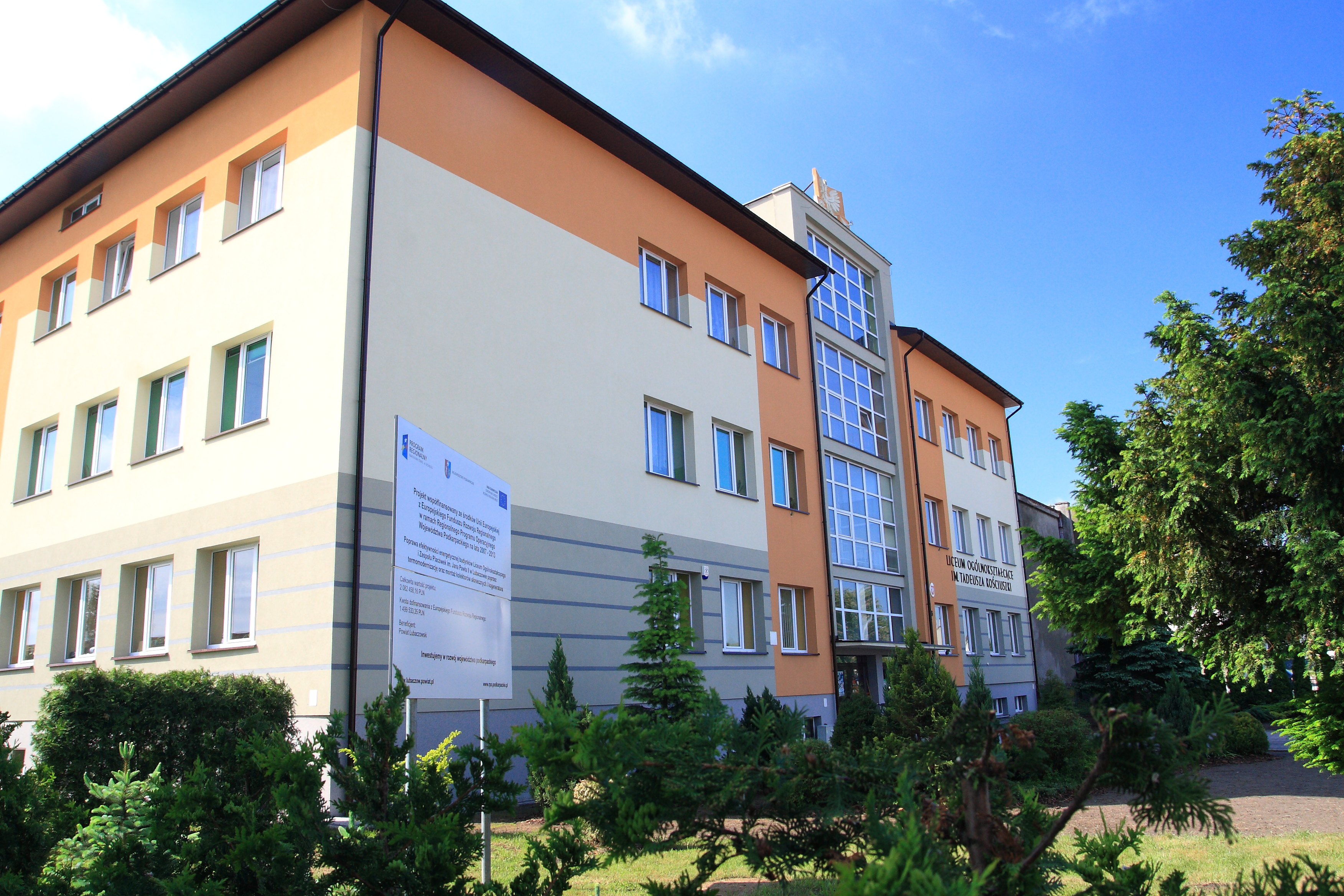
Liceum Ogólnokształcące
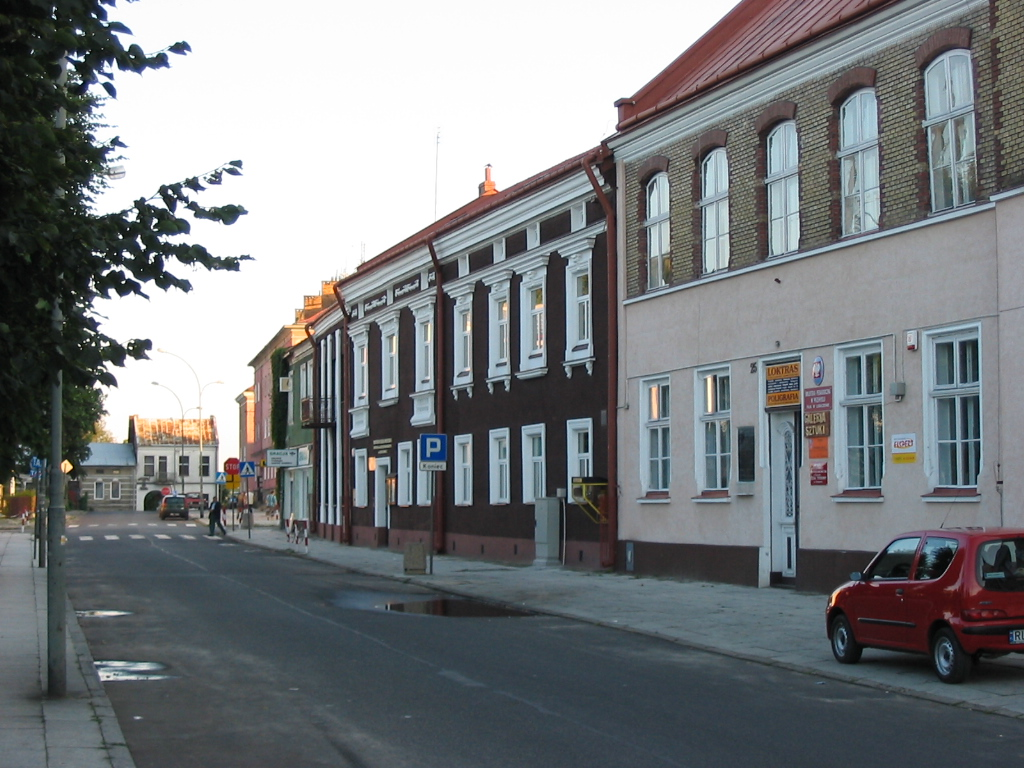
Szkoła Muzyczna
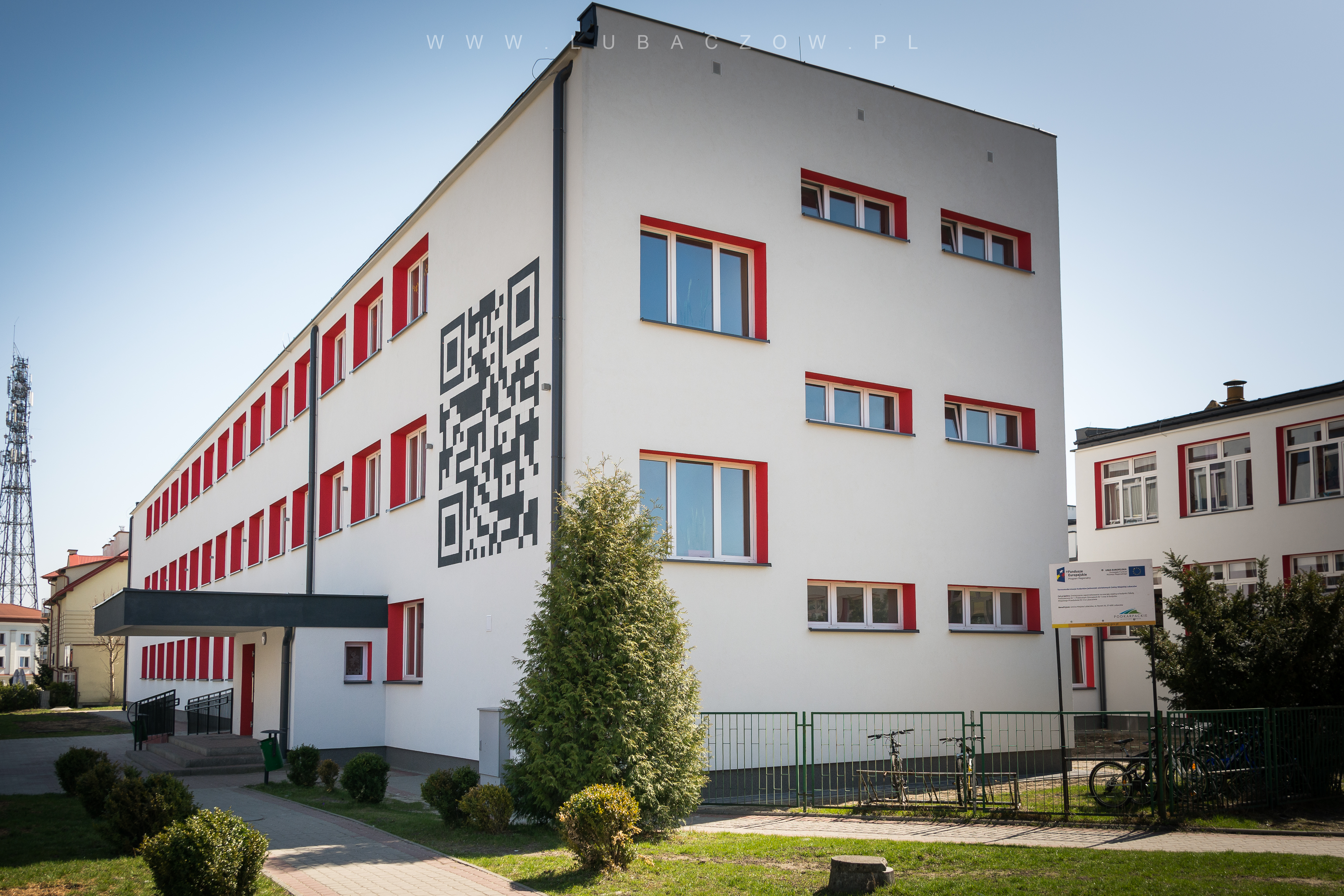
Szkoła Podstawowa nr 1

## Kultura
- Muzeum Kresów
- Miejska Biblioteka Publiczna
- Miejski Dom Kultury
- Galeria Oficyna
- Powiatowa Biblioteka Publiczna
- Biblioteka Pedagogiczna
- Powiatowe Centrum Kultury
- Galeria Sztuki Stowarzyszenia Twórców Ludowych

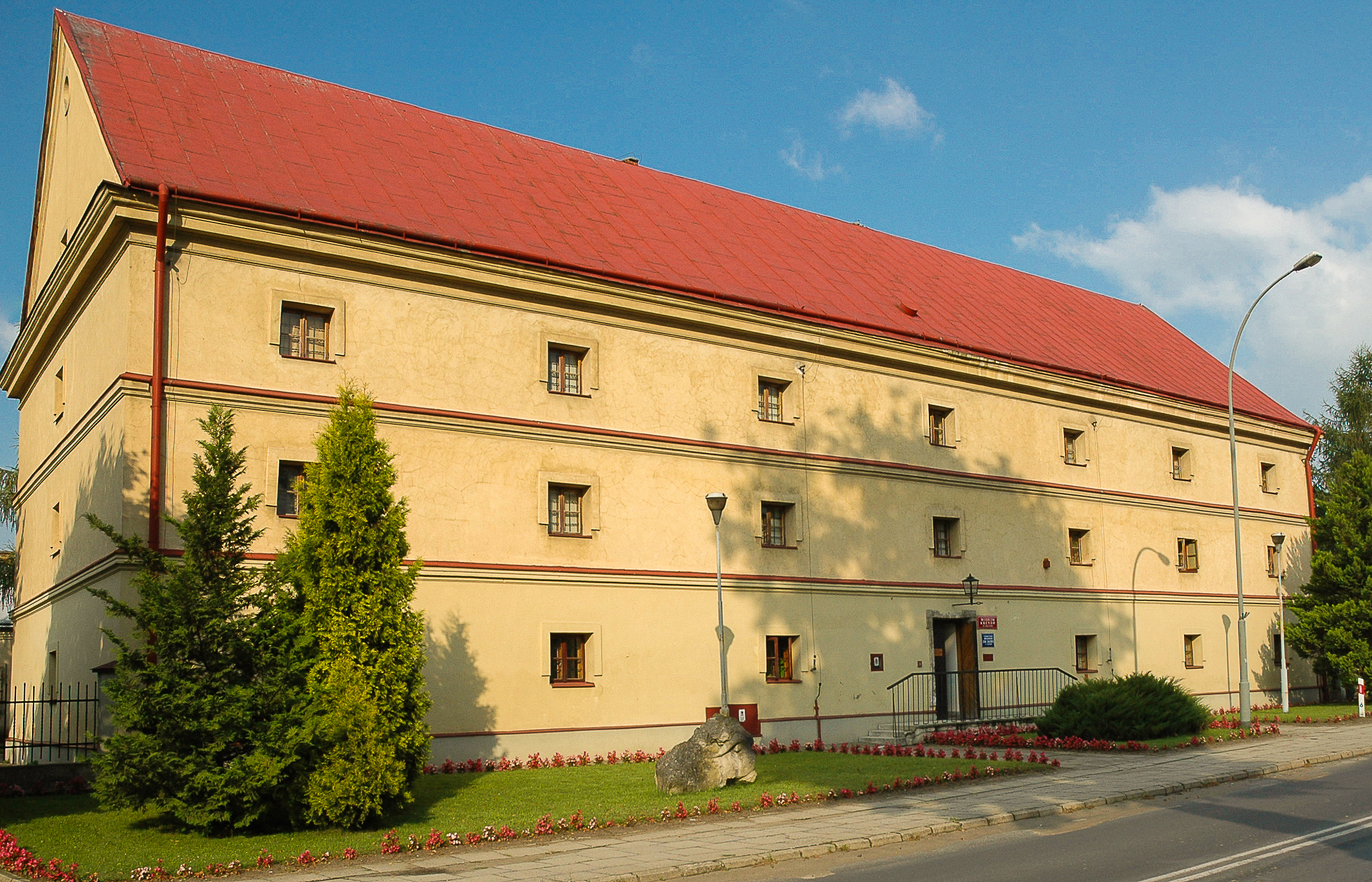
Muzeum Kresów
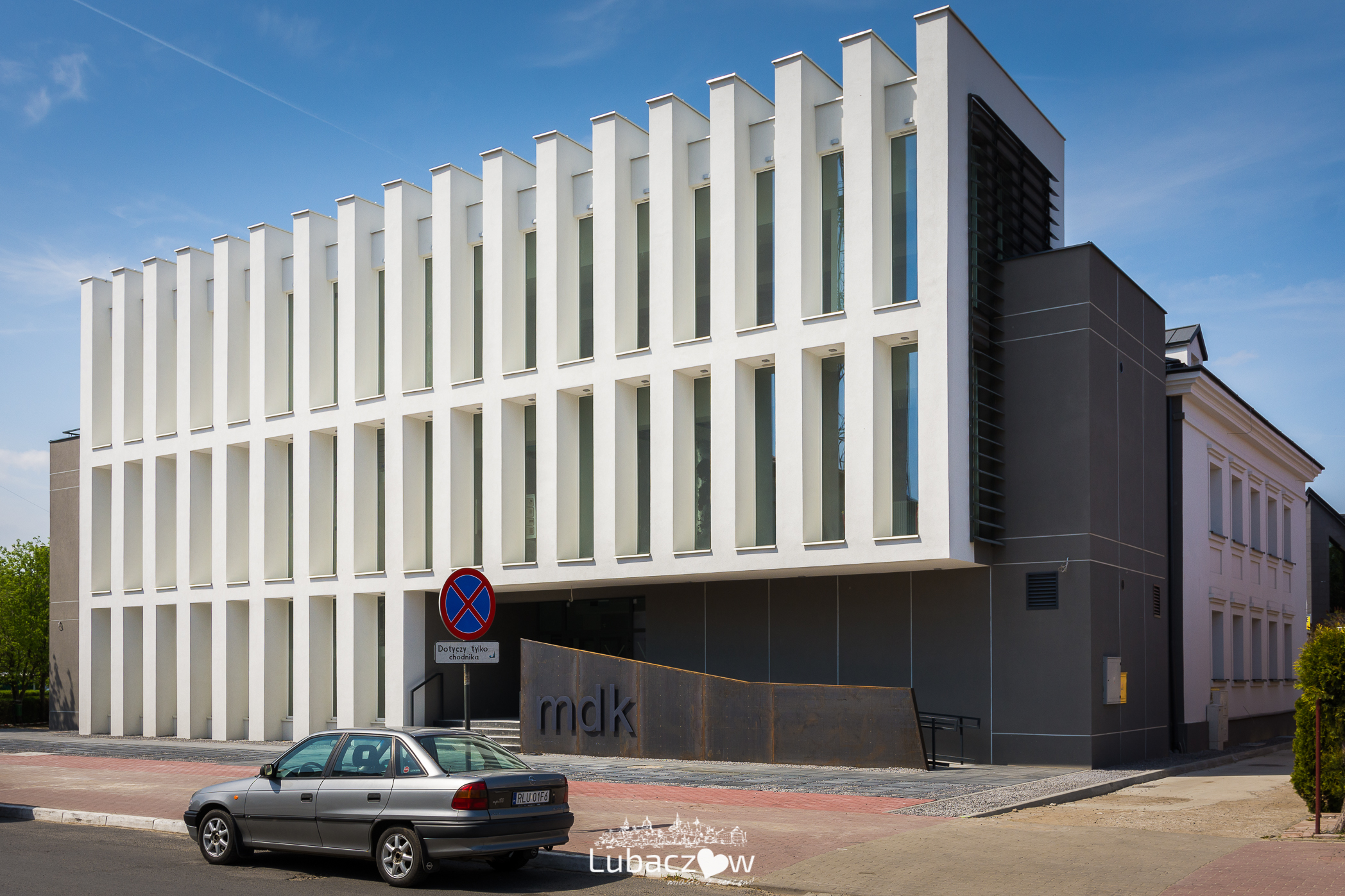
Miejski Dom Kultury
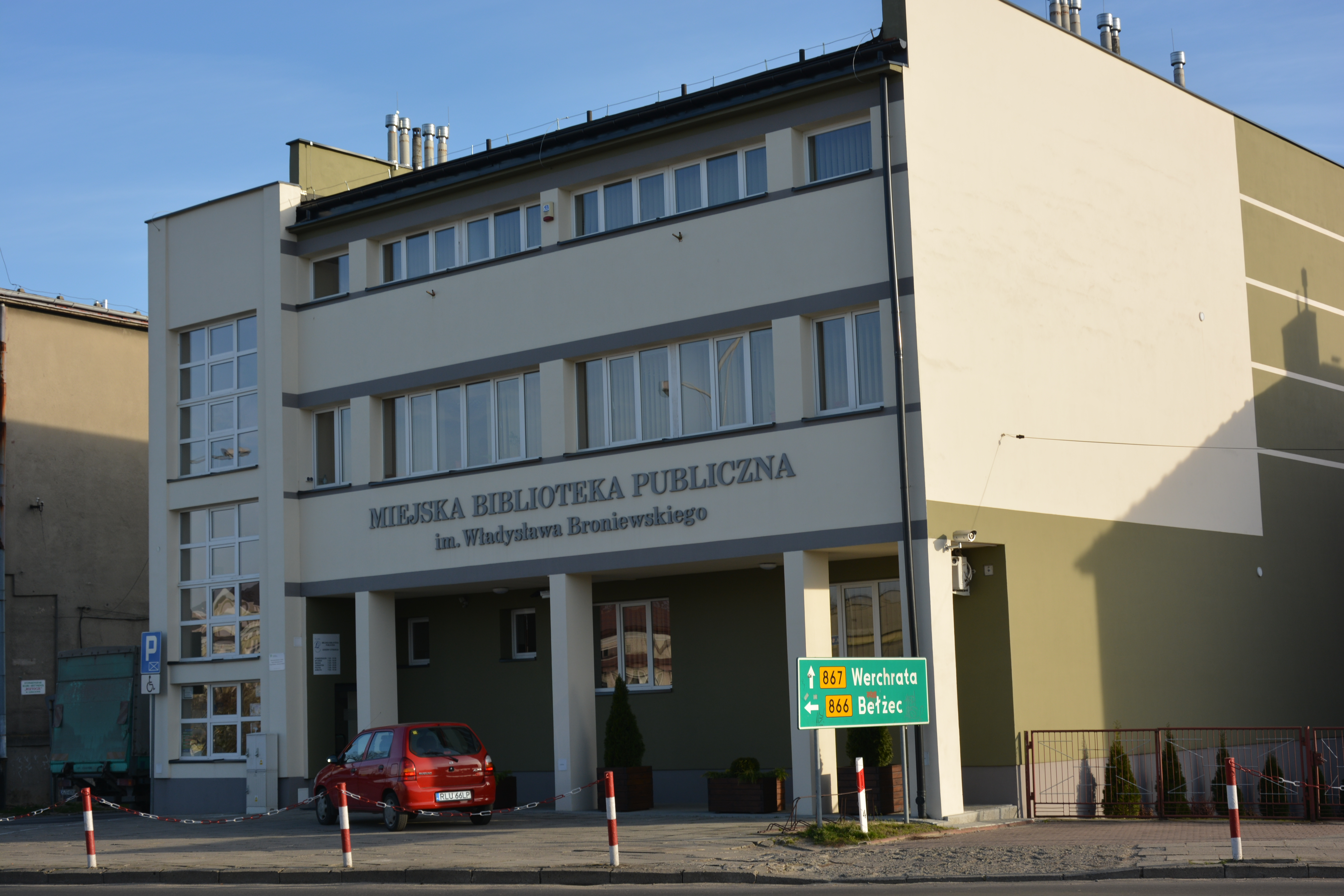
Miejska Biblioteka Publiczna

## Sport
- Miejski Ośrodek Sportu i Rekreacji
- Pogoń Lubaczów (1945–2003)
- Pogoń-Sokół Lubaczów (powstały w 2001 na mocy fuzji Pogoni Lubaczów z Sokołem Lubaczów)
- Uczniowskie Kluby Sportowe
- Lubaczowska Akademia Sztuk Walki
- Akademia Sportu w Lubaczowie
- Biegomania Lubaczów
- Pływalnia Miejska Aquasfera

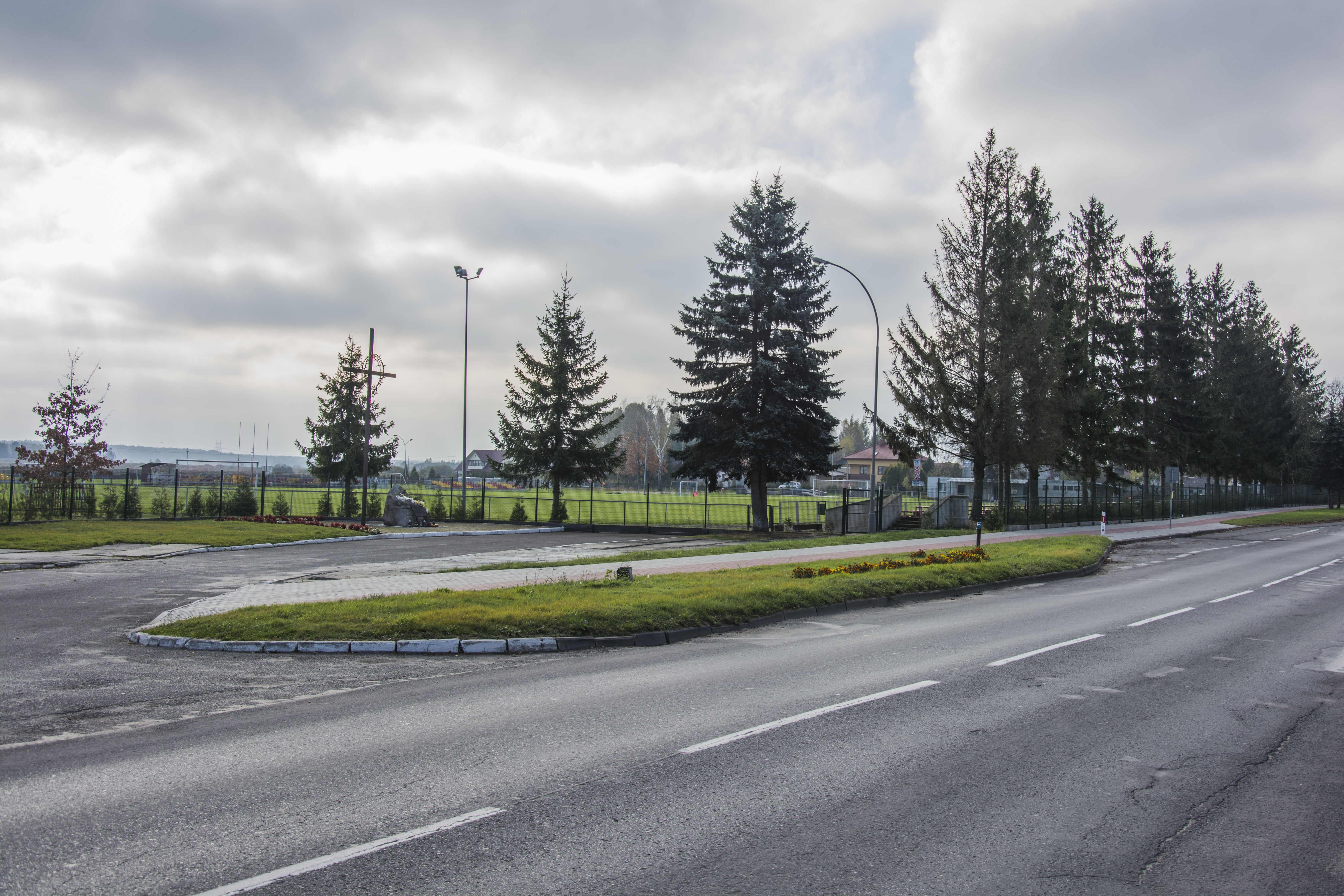
Stadion Miejski
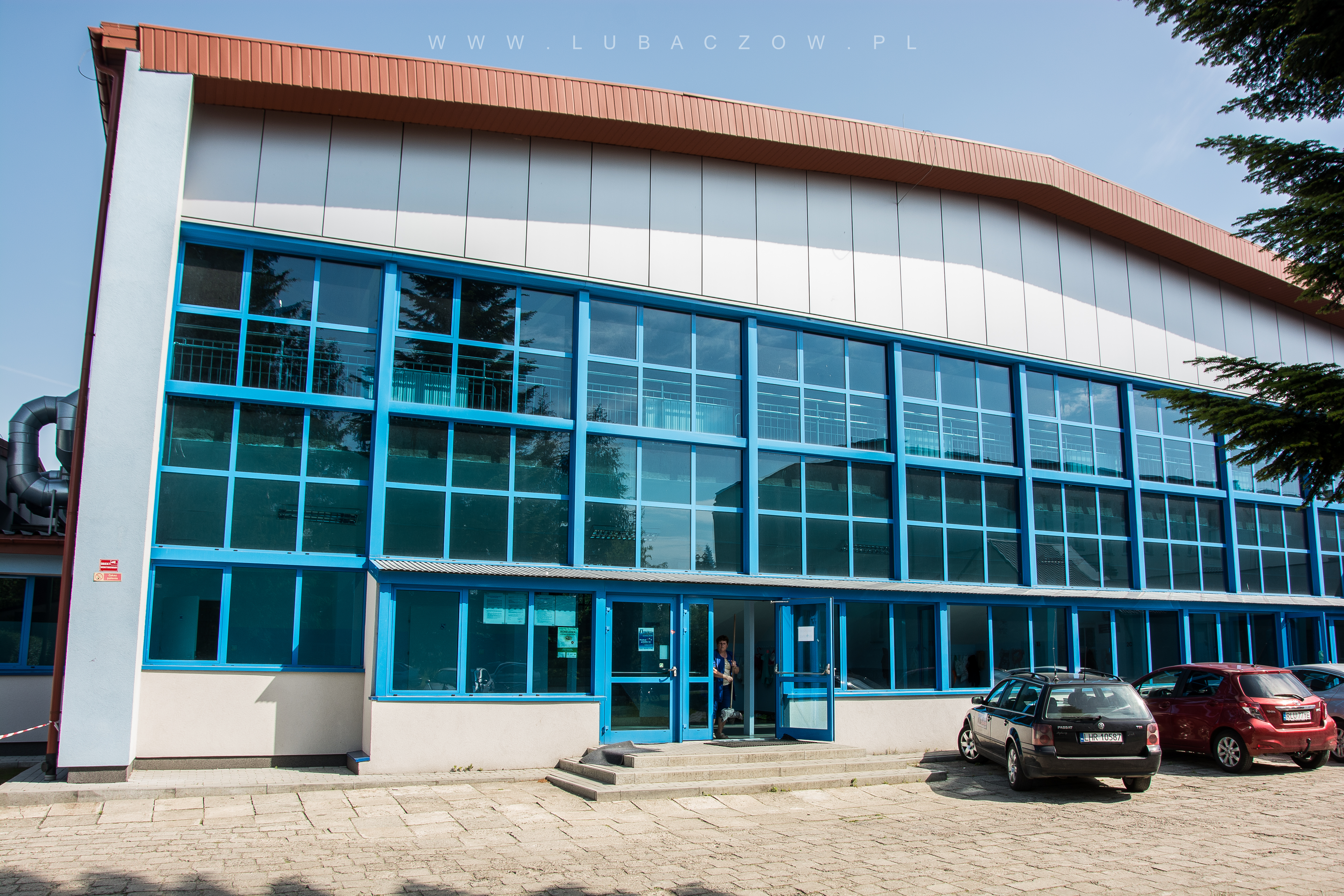
Hala sportowa MOSiR
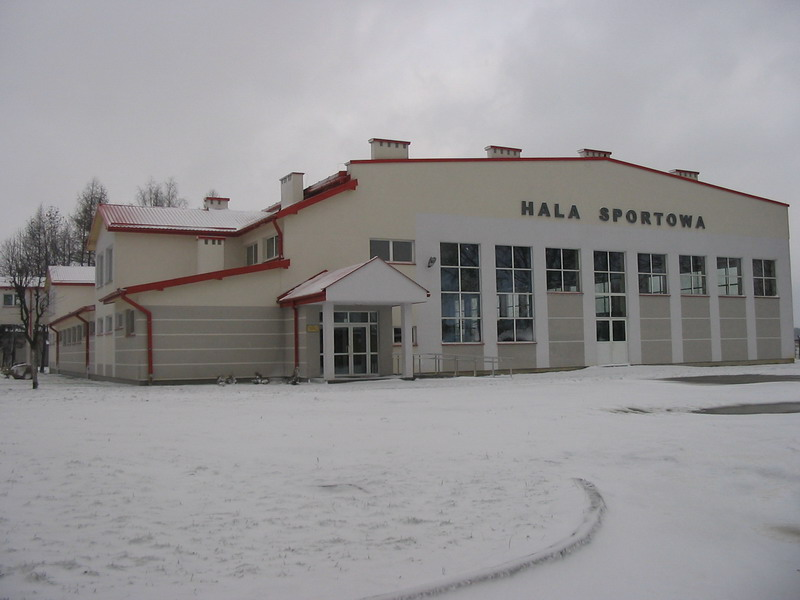
Hala sportowa przy Zespole Szkół

## Wspólnoty wyznaniowe

### Kościół rzymskokatolicki
Dekanat Lubaczów
- Parafia pw. św. Stanisława
  - Konkatedra bł. Jakuba Strzemię w Lubaczowie
  - Kościół św. Stanisława Biskupa w Lubaczowie
- Parafia pw. św. Karola Boromeusza

### Kościół greckokatolicki
- Parafia pw. św. Mikołaja Cudotwórcy

### Świadkowie Jehowy
- Zbór Świadków Jehowy[23] (od 1991)

### Byłe wyznania
- Judaizm. W mieście istniało niegdyś pięć synagog:
  - Stara synagoga w Lubaczowie
  - Nowa synagoga w Lubaczowie
  - Mała synagoga w Lubaczowie
  - Zachodnia synagoga w Lubaczowie
  - Wschodnia synagoga w Lubaczowie

Obecnie jedyną pamiątką po tutejszej gminie żydowskiej jest cmentarz.

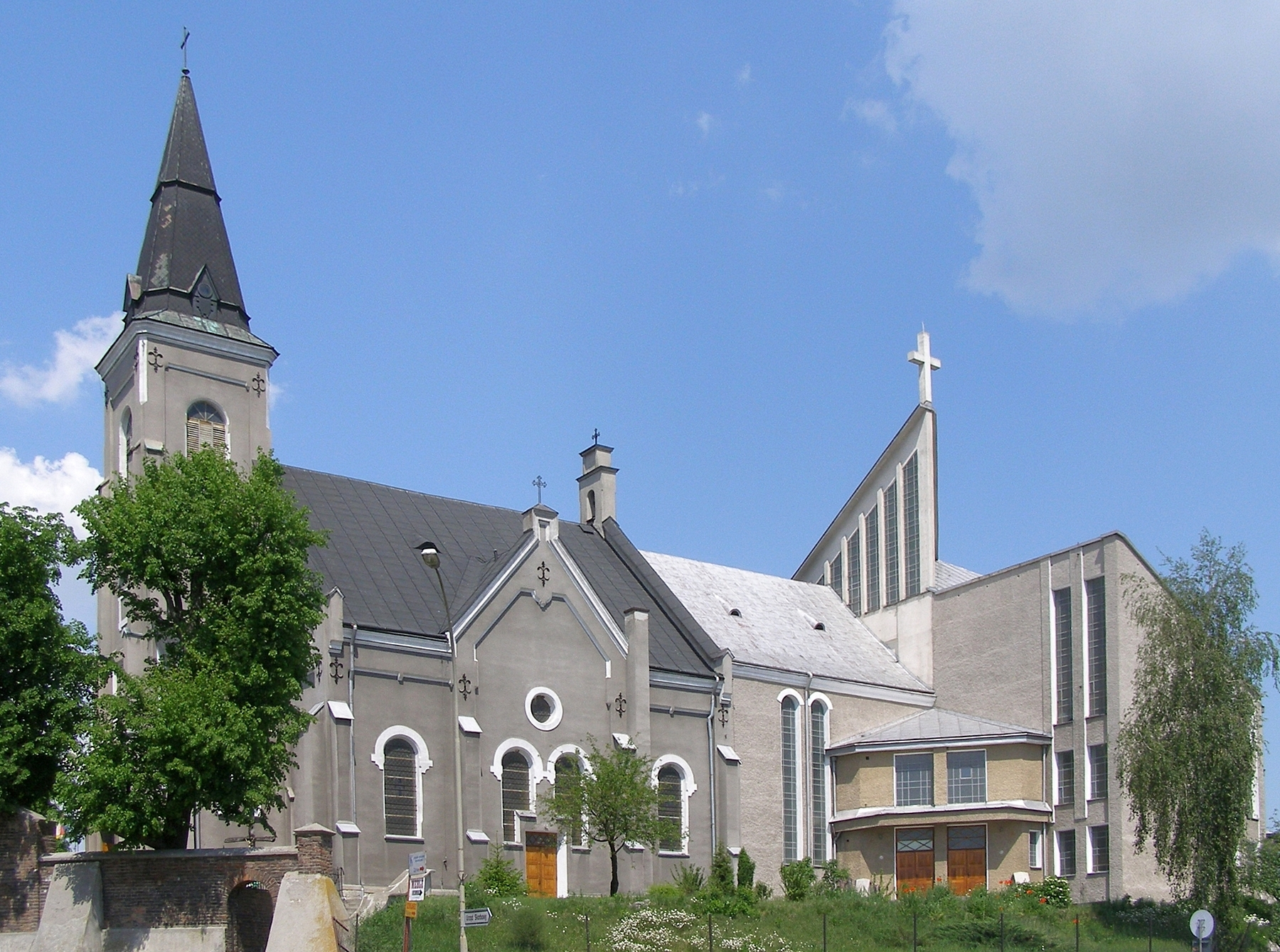
Konkatedra bł. Jakuba Strzemię i kościół św. Stanisława Biskupa
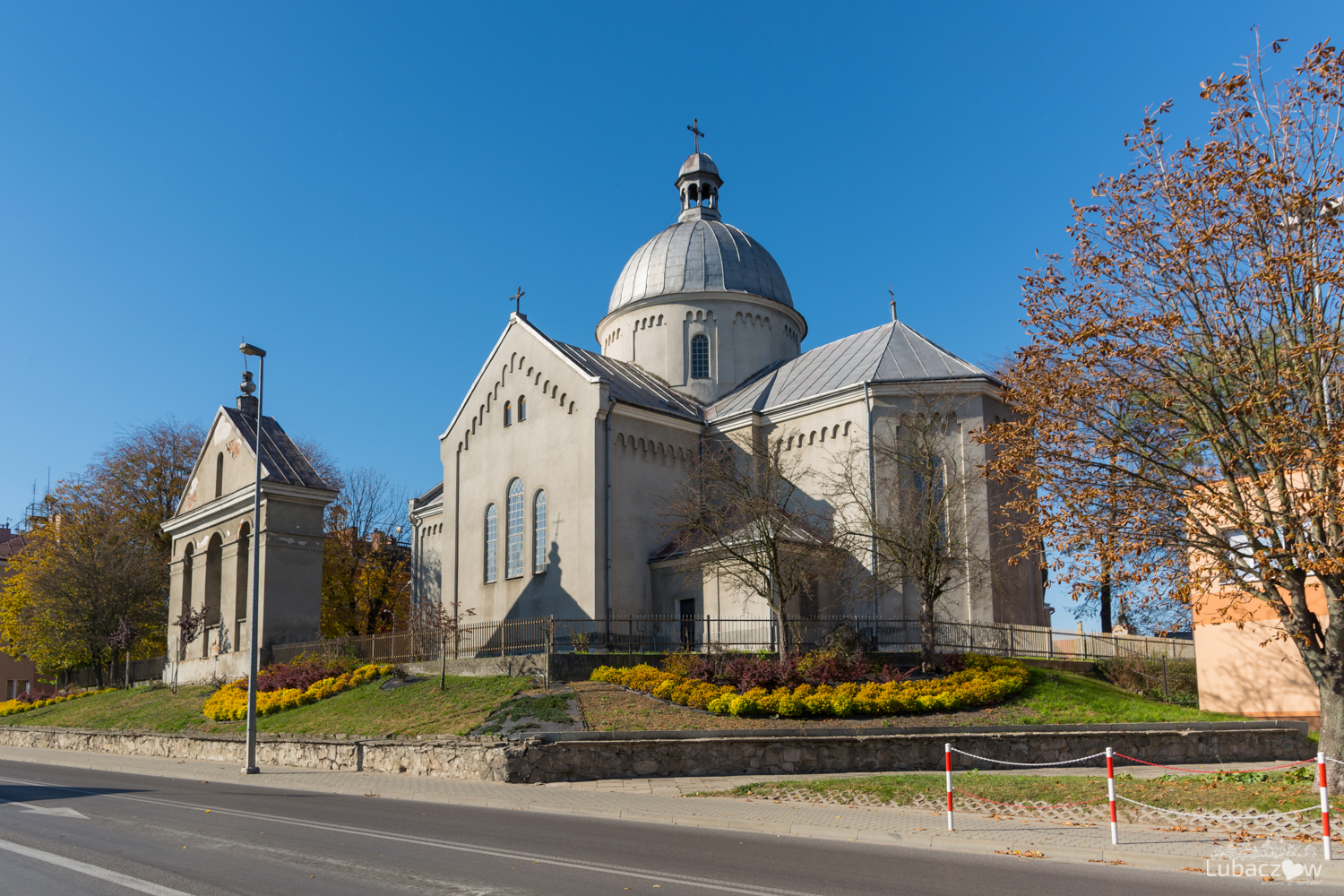
Cerkiew św. Mikołaja Cudotwórcy
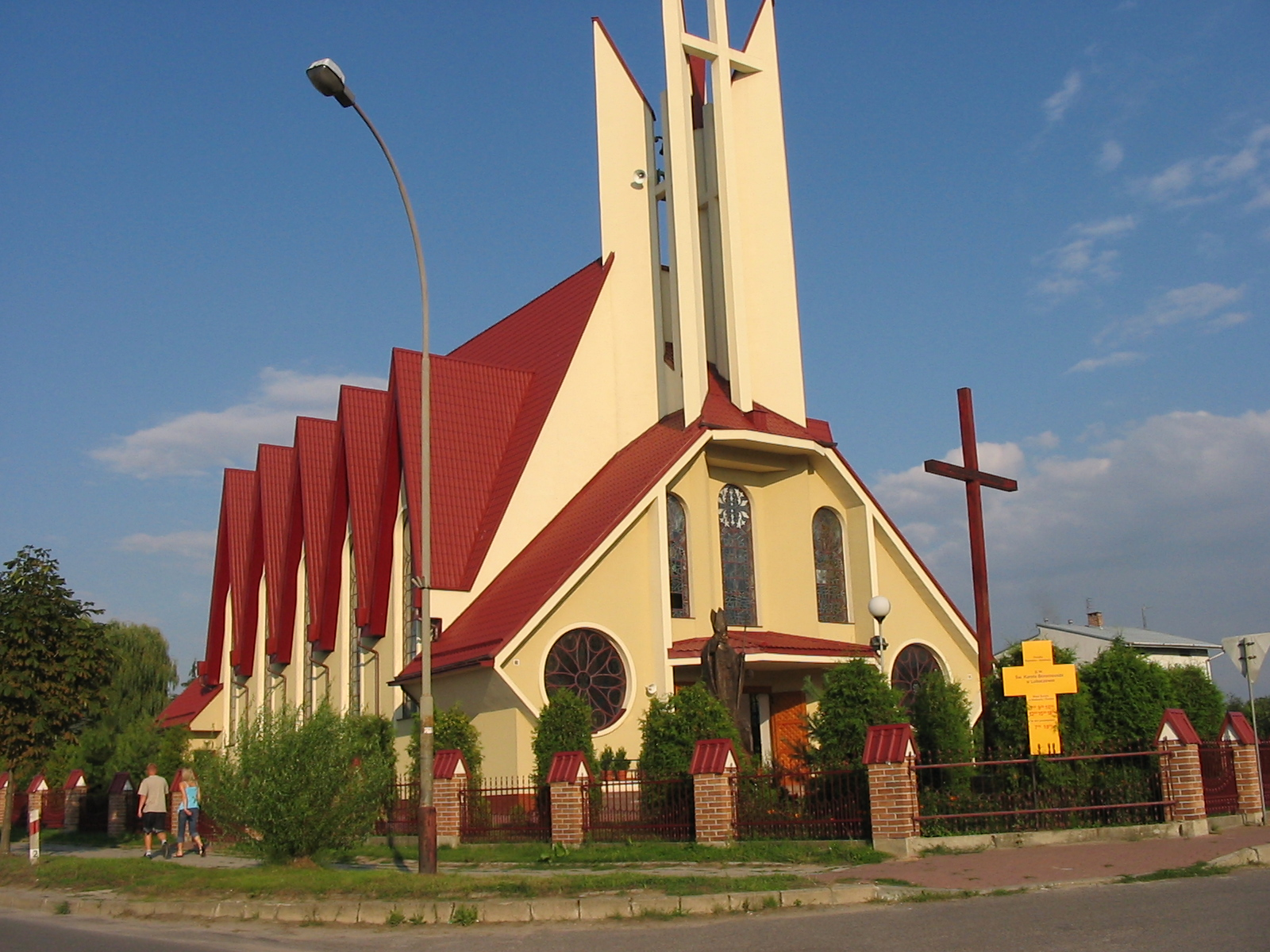
Kościół św. Karola Boromeusza

## Transport
W mieście znajduje się dworzec kolejowy.
W mieście krzyżują się drogi wojewódzkie łączące cztery polsko-ukraińskie przejścia graniczne: droga wojewódzka nr 866, prowadząca do położonego w odległości 13 km drogowego przejścia w Budomierzu, a także droga wojewódzka nr 867, biegnąca do odległego o 33 km przejścia kolejowego w Werchracie oraz do oddalonego o 50 km Hrebennego i znajdujących się tam dwóch przejść: drogowego i kolejowego.
Z Lubaczowa prowadzą również drogi do Korczowej (przejście graniczne z Ukrainą – 25 km) i dalej do: Przemyśla, Jarosławia, Bełżca i dalej do Tomaszowa Lubelskiego.

## Gospodarka
W Lubaczowie funkcjonuje przemysł maszynowy, meblarski, drzewny i materiałów budowlanych. Do największych zakładów w mieście należą: DAAL sp. z o.o., zajmująca się produkcją mebli, Fabryka Maszyn Lubaczów sp. z o.o., produkująca podzespoły maszyn budowlanych, Zakład Wyrobów Galanteryjnych sp. z o.o., Kowalski Okna sp. z o.o. oraz Nadleśnictwo Lubaczów. Ponadto istnieją mniejsze firmy w branżach meblarskich, mechanicznych, metalowych, drzewnych i budowlanych.
W 2015 roku w Lubaczowie został utworzony Park Przemysłowy Lubaczów, znajdujący się na terenie Podstrefy Lubaczów SSE Euro-Park Mielec. Park zajmuje obszar około 24 ha. Całość terenów inwestycyjnych została w pełni uzbrojona i wyposażona w niezbędną infrastrukturę. W miejscowym planie zagospodarowania przestrzennego obszar przeznaczony jest pod przemysł, usługi oraz usługi handlowe (o powierzchni sprzedaży poniżej 2000 m²). Inwestorzy, którzy zdecydują się na działalność w Lubaczowie, mogą liczyć na pomoc publiczną w postaci zwolnienia podatkowego z tytułu kosztów realizacji nowej inwestycji lub utworzenia nowych miejsc pracy.

## Miasta partnerskie[25]
- Tostedt, Niemcy (od 1993)
- Jaworów, Ukraina (od 1997)
- Érd, Węgry (od 2003)
- Sobrance, Słowacja (od 2009)
- Reghin, Rumunia (od 2014)
- Levice, Słowacja[26] (od 2018)

## Honorowi obywatele[27]
XIX wiek
- Agenor Romuald Gołuchowski[28]
- Ignacy Szydłowski[29]
- Albin Turzański
- Zygmunt Nawratil (1868)[30]
- Franciszek Jan Smolka[31]
- Leon Jan Piniński
- Józef Seifert[32]
- Seweryn Chrząszczewski[33]
- Jacek Jabłoński

XX i XXI wiek
- Józef Kapko (1905)[34]
- Stanisław Dąbek (1929)[35]
- Stanisław Kaszubski (1934)[36]
- Ignacy Mościcki (1939)[35]
- Edward Śmigły-Rydz (1939)[35]
- Felicjan Sławoj Składkowski (1939)[35]
- Eugeniusz Kwiatkowski (1939)[35]
- Agenor Maria Joachim Gołuchowski (1939)[35]
- Kazimierz Górski (1992)
- Marian Jaworski (1994)
- Ruth Zuther (1996)
- Stanisław Skorodecki (1999)
- Robert Korzeniowski (2001)
- Klaus-Dieter Feindt (2001)
- Jan Paweł II (2001)
- István Kovács (2005)
- Béla Döcsakovszky (2006)
- Mirosław Karapyta (2012)
- András T. Mészáros (2013)
- Zygmunt Kubrak (2017)